# Aspius
Az Aspius a sugarasúszójú halak (Actinopterygii) osztályának pontyalakúak (Cypriniformes) rendjébe, ezen belül a pontyfélék (Cyprinidae) családjába tartozó egykori neme volt.
Manapság a két idesorolt fajt besorolták a Leuciscus nevű pontynembe.